# Heinrich Christoph Koch
Heinrich Christoph Koch (ur. 10 października 1749 w Rudolstadt, zm. 19 marca 1816 tamże) – niemiecki teoretyk muzyki.

## Życiorys
Był synem nadwornego muzyka. Uczył się w Weimarze u Carla Gopferta. W 1768 roku został skrzypkiem kapeli książęcej w Rudolstadt, a w 1777 roku nadwornym koncertmistrzem. W 1795 roku zainicjował wydawanie ukazującego się w Erfurcie czasopisma „Journal der Tonkunst”, które jednak upadło po dwóch numerach. Komponował kantaty i utwory chóralne, z których większość zaginęła. Pośmiertnie został w 1818 roku mianowany członkiem Królewskiej Akademii Muzycznej w Sztokholmie.
Był autorem prac Versuch einer Anleitung zur Composition (3 tomy, Rudolstadt-Lipsk 1782–1793), Musikalisches Lexikon (Frankfurt nad Menem 1802, 2. wydanie 1817) i Handbuch bei dem Studium der Harmonie (Lipsk 1811). Stworzył system teoretyczny przystosowany do muzyki klasycyzmu. Istoty muzyki dopatrywał się we wzbudzaniu uczuć. Rozważania Kocha na temat budowy akordów, ich wzajemnych powiązań i budowy okresowej wywierały wpływ na teoretyków muzyki aż do czasów Hugo Riemanna, jego Musikalisches Lexikon stanowił natomiast podstawowy słownik rzeczowy w literaturze muzycznej XIX wieku.